# Goliatgroda
Goliatgrodan (Conraua goliath) är världens största grodart. Den tillhör släktet Conraua och familjen Conrauidae.

## Utseende
Grodan blir mellan 17 och 32 cm lång (exklusive benen) och väger från 0,6 till 3,25 kg. Ovansidan är vårtig och grönbrun, medan buksidan är ljusare gulgrön. Kroppen är platt med ett triangelformat huvud med stora ögon, som kan bli över 2 cm i diameter. Bakbenen är långa, och fötterna har kraftig simhud.

## Utbredning
Den förekommer i Ekvatorialguinea och Kamerun.

## Vanor
Grodan lever under 1 000 meters höjd i och nära snabba floder i regnskogar. Den föredrar vattendrag med lätt surt vatten och sandbotten. Goliatgrodan saknar strupsäckar, och det enda parningsläte den kan frambringa är därför ett visslande med öppen mun. Den är nattaktiv och lever på insekter, kräftdjur, mollusker, fisk, smådäggdjur och andra amfibier, som stjärtgroddjur och mindre grodor. Ynglen är vegetarianer och lever endast på en vattenväxt, Dicraea warmingii. De är mycket mindre än den vuxna grodan, inte större än vanliga grodyngel; efter förvandlingen växer de emellertid till den fullbildade grodans storlek.
Äggläggning och yngelutveckling sker i mindre vattendrag, där honan lägger upptill några hundratal ägg på bottnen, fästade vid vattenväxter. Ynglen förvandlas till fullbildade grodor mellan 85 och 95 dagar.

## Status
Goliatgrodan är klassificerad som starkt hotad ("EN", underklassificering "A2d+3d") av IUCN, framför allt på grund av att den jagas som föda, ofta med storskaliga metoder. Insamling för sällskapsdjurindustrin, avverkning av regnskogar och igenslamning av de vattendrag där den lever utgör också hot mot dess existens.